# Ofir Sofer
Ofir Sofer (hebrejsky אופיר סופר‎; * 1. srpna 1974 Alma, Izrael) je izraelský politik, od dubna 2019 poslanec Knesetu. Od 29. prosince 2022 působí jako ministr imigrace a integrace v šesté vládě Benjamina Netanjahua. V minulosti byl generálním tajemníkem strany Tkuma.
Je bývalým majorem Izraelských obranných sil. Pracoval také na ministerstvu rozvoje periferie, Negevu a Galileje.

## Politická kariéra
V roce 2014 se stal generálním tajemníkem strany Tkuma. Před volbami v dubnu 2019 se Tkuma připojila k alianci Ichud miflegot ha-jamin, Sofer se umístil na čtvrtém místě alianční kandidátky a byl zvolen do Knesetu, protože aliance získala pět mandátů. Ve volbách v roce 2021 kandidoval na kandidátce Likudu a jako zastřešující stranu použil Atid ehad. Po složení přísahy vlády Naftali Bennetta z Likudu odešel a připojil se k Náboženskému sionismu. Odchod byl schválen až 27. června.
Před volbami v roce 2022 získal třetí místo na kandidátce Náboženského sionismu a byl zvolen do Knesetu. Dne 29. prosince 2022 byl jmenován ministrem imigrace a integrace v šesté vládě Benjamina Netanjahua.
V lednu 2025 hlasoval na jednání vlády proti přijetí dohody o příměří s Hamásem.

## Osobní život
Je ženatý s Adinou, má sedm dětí a žije v mošavu Tefachot. Je tunisko-židovského původu.
Jeho bratr Amit působí jako starosta oblastní rady Merom ha-Galil. Jeho bratrancem je mediálně známý Eliraz Sade.